# 유럽 연합
유럽 연합(영어: European Union, 독일어: Europäische Union, 프랑스어: Union européenne, EU)은 주로 유럽에 위치한 27개의 회원국 간의 정치 및 경제 공동체이다. 유럽 연합의 인구수는 4억 5,000만 명으로, 영토는 4,475,757 km2이다. 유럽 연합은 회원국 전체에 적용되는 표준화된 법을 통해 유럽 단일 시장을 발전시키고 있다. 유럽 연합의 정책은 사람, 상품, 자본, 그리고 서비스가 국내 시장에서 자유롭게 이동하는 것을 목표로 하고 있으며, 국내 문제와 정의에 관한 법률을 제정하고, 농업, 어업 그리고 지역 개발에서 공동 정책을 채택한다. 유럽 연합은 솅겐 지역의 출입국관리를 통합하여 집행한다. 1999년 유로존이 설립되어 2002년 발효되었으며, 유로를 통화로 사용하는 20개의 회원국으로 구성되어 있다.
유럽 연합과 유럽 시민권은 1993년 마스트리흐트 조약이 발효되었을 때 설립되었다. 유럽 연합의 기원은 1951년 파리 조약으로 창설된 유럽 석탄 철강 공동체와 1957년 로마 조약으로 창설된 유럽 경제 공동체이다. 유럽의 공동체를 창립한 것으로 알려진 회원국은 벨기에, 프랑스, 이탈리아, 네덜란드, 룩셈부르크, 독일(서독) 6개국으로, 이들을 합쳐 이너 식스라고 부른다. 위원회와 그들의 계승자들은 새로운 회원국이 가입하면서 확장되었다. 유럽 연합의 헌법적 기초에 대한 마지막 주요 합의사항은 2009년 리스본 조약(Treaty of Lisbon)에서 체결되었다. 현재까지 유럽 연합에서 탈퇴한 국가는 영국으로, 2020년에 탈퇴하였다.
전 세계 인구의 7.3%을 차지하는 유럽 연합의 2017년 기준 국내총생산은 19조 6,700억 달러로, 전세계 GDP의 24.6%를 차지한다. 또한 유럽 연합 회원국 모두는 인간 개발 지수에서 높은 수치를 보유하고 있다. 2012년 유럽 연합은 노벨 평화상을 수상하기도 했다. 공동 외교 및 보안 정책을 통해 유럽 연합은 외국과의 무역 및 영토 방어의 역할을 발전시켰다. 유럽 연합은 세계 곳곳에 정치 사절단을 파견했으며, 유엔, 세계 무역 기구, G7, G20 등에 대표단을 보내기도 한다. 이러한 유럽 연합의 글로벌한 영향력은 정치, 경제, 사회, 문화적으로 강력한 힘을 가진 공동체가 되었다.

## 명칭
유럽 연합의 언어는 가입국 각각의 공용어로 정해져 있어서 2013년 7월 1일 이후에는 총 공용어 수가 24개나 된다. 따라서 유럽 연합 이사회의 정식 명칭도 공용어와 같은 수만큼 있다.
- 그리스어: Ευρωπαϊκή Ένωση 에브로파이키 에노시[*]
- 네덜란드어: Europese Unie 외로페서 위니[*]
- 덴마크어: Den Europæiske Union 덴 에우로페이스케 우니온[*]
- 독일어: Europäische Union 오이로페이셰 우니온[*]
- 라트비아어: Eiropas Savienība 에이로파스 사비에니바
- 루마니아어: Uniunea Europeană 우니우네아 에우로페아너[*]
- 리투아니아어: Europos Sąjunga 에우로포스 사융가
- 몰타어: Unjoni Ewropea 우니오니 에우로페아
- 불가리아어: Европейски съюз 에브로페이스키 서유스
- 스웨덴어: Europeiska unionen 에우로페이스카 우니오넨[*]
- 스페인어: Unión Europea 우니온 에우로페아[*]
- 슬로바키아어: Európska únia 에우롭스카 우니아
- 슬로베니아어: Evropska unija 에브롭스카 우니야
- 아일랜드어: An tAontas Eorpach 안 틴타스 오르파흐
- 에스토니아어: Euroopa Liit 에우로파 리트
- 영어: European Union 유러피언 유니언[*]
- 이탈리아어: Unione europea 우니오네 에우로페아[*]
- 체코어: Evropská unie 에브롭스카 우니에[*]
- 크로아티아어: Europska unija 에우롭스카 우니야
- 포르투갈어: União Europeia 우니앙 이우로페이아[*]
- 폴란드어: Unia Europejska 우니아 에우로페이스카[*]
- 프랑스어: Union européenne 위니옹 외로페엔[*]
- 핀란드어: Euroopan unioni 에우로판 우니오니[*]
- 헝가리어: Európai Unió 에우로퍼이 우니오[*]

## 역사

시간 순서에 따라 바뀌는 EU의 범위
유럽 경제 공동체
유럽 연합

유럽 연합의 기원은 1946년 9월 19일 영국 수상 윈스턴 처칠이 스위스의 취리히에서 한 유명한 유럽에 관한 연설에까지 거슬러 올라간다. 이 연설에서 윈스턴 처칠은 유럽에 유엔과 유사한 기구의 필요성을 언급하였다. 1950년 5월 9일 장 모네가 구상한 석탄 및 철광석 채굴을 위한 프랑스-서독 간의 공동 사무소 설치에 관한 계획을 당시 프랑스의 외무부 장관을 역임하고 있던 로베르 쉬망이 쉬망 선언(Déclaration Schuman)을 통해 공식적으로 건의함으로써 최초로 유럽 공동체에 대한 생각이 중앙 유럽 국가 간에 토론되기 시작하였다 (이 역사적 사건을 기념하기 위해 5월 9일은 유럽의 날로 지정되어 있다). 1951년 4월 18일 프랑스, 독일, 이탈리아, 벨기에, 네덜란드, 룩셈부르크 6개국은 석탄 및 철광석 채굴에 관한 조약을 (유럽 석탄 철강 공동체, ECSC) 체결함으로써 유럽 내의 시장권을 거의 장악하였다.
2000년대에 들어 기존 회원국인 서유럽 국가들보다 상대적으로 낙후된 중앙유럽 국가들이 가입하면서 여러 문제점들이 발생하고 있다. 저렴한 중앙유럽의 노동력이 서유럽으로 몰려오면서 서유럽 국가들은 실업난을 겪고 있으며, 중앙유럽 국가들은 자국의 우수한 인재들이 서유럽으로 빠져나가 국가 발전에 어려움을 겪고 있다.
유럽 연합은 경제 통합을 넘어 정치적 통합을 이루는 과정으로서, 2009년 12월 1일 발효된 리스본 조약에 의해, 순번의장 제도가 폐지되고 상임의장인 유럽 연합 정상회의 상임의장 자리가 신설되어, 2009년 11월 19일 벨기에 브뤼셀에서 열린 특별정상회의에서 27개국 정상이 만장일치로 헤르만 반 롬푀이 총리를 초대 상임의장에 선출되어, 2009년 12월 1일부터 헤르만 반 롬푀이가 의장을 맡고 있다. 2012년에 독일과 프랑스 등 EU의 주요국들이 유럽연방의 직전 단계에 해당되는 새로운 EU 통합안의 골격을 내놓았다. 하지만 권고안이 되었고 EU 통합에 부정적인 영국은 처음부터 논의에서 빠졌다.

## 언어
유럽 연합(EU)은 유럽 연합 회원국 내에서 사용되는 많은 언어와 방언 중에서 24개의 언어를 공식 언어 및 실무 언어로 정하고 있다. 이에 해당하는 언어는 그리스어, 네덜란드어, 덴마크어, 독일어, 라트비아어, 루마니아어, 리투아니아어, 몰타어, 불가리아어, 스웨덴어, 스페인어, 슬로바키아어, 슬로베니아어, 아일랜드어, 에스토니아어, 영어, 이탈리아어, 체코어, 크로아티아어, 포르투갈어, 폴란드어, 프랑스어, 핀란드어, 헝가리어이다.
유럽 의회는 문서와 본회의 관련 자료등을 모든 언어로 번역한다. 일부 기관 내부 실무 언어와 같은 경우 소수 언어(갈리시아어, 게일어, 바스크어, 웨일스어, 카탈루냐어)를 사용하지만 이들 언어는 공식 언어가 아니다. 유럽 연합(EU)에서 가장 많이 사용되는 외국어 비율을 계산하면 영어가 인구의 38%로 가장 많고 독일어가 12% 프랑스어가 11% 순으로 나타나고 있다.

## 종교
| 종교 구성(유럽 연합) | 종교 구성(유럽 연합) | 종교 구성(유럽 연합) | 종교 구성(유럽 연합) | 종교 구성(유럽 연합) |
| -------------------- | -------------------- | -------------------- | -------------------- | -------------------- |
|                      |                      |                      |                      |                      |
| 로마 가톨릭          | 로마 가톨릭          |                      | 48%                  | 48%                  |
| 불가지론             | 불가지론             |                      | 16%                  | 16%                  |
| 개신교               | 개신교               |                      | 12%                  | 12%                  |
| 동방 정교회          | 동방 정교회          |                      | 8%                   | 8%                   |
| 무신론               | 무신론               |                      | 7%                   | 7%                   |
| 기독교               | 기독교               |                      | 4%                   | 4%                   |
| 이슬람교             | 이슬람교             |                      | 2%                   | 2%                   |

유로 바로미터(Eurobarometer)에 의해 실시된 2012년 유럽 연합의 종교성에 대한 새로운 여론 조사에 따르면, 기독교는 유럽 연합 시민의 72%를 차지하는 유럽 연합에서 가장 큰 종교이다. 개신교는 12%를 차지하는 반면 천주교는 48%의 EU 시민을 차지, 유럽 연합에서 가장 큰 기독교 교파였다. 그리고 동방 정교회는 8%를 구성하고, 다른 기독교인들은 유럽 연합 인구의 4%를 차지한다. 비 신자로는 불가지론 16%, 무신론자 7%, 이슬람교 2%이다.

## 회원국

회원국
탈퇴국: 영국
솅겐 조약 가입국: 노르웨이, 스위스, 아이슬란드 (EU 미가입)
후보국: 알바니아, 북마케도니아, 몬테네그로, 세르비아, 튀르키예
신청국: 보스니아 헤르체고비나, 우크라이나
EUAA(유럽 연합과의 협력 협정) 체결국: 조지아, 몰도바
신청 잠재 후보국: 코소보
미가입국

1957년 창립 회원국은 네덜란드, 서독(현재의 독일), 룩셈부르크, 벨기에, 이탈리아, 프랑스 총 여섯 국가이다. 이후 1973년에는 그린란드를 제외한 덴마크, 아일랜드, 영국이, 1981년에는 그리스가, 1986년에는 스페인, 포르투갈이 가입했다.
1990년에는 동서독 통일로 인해 옛 동독이 서독에 합병되면서 유럽 연합의 회원국이 되었다. 1995년에는 스웨덴, 오스트리아, 핀란드가, 2004년 5월 1일에는 라트비아, 리투아니아, 몰타, 슬로바키아, 슬로베니아, 에스토니아, 체코, 키프로스, 폴란드, 헝가리가 가입했으며, 2007년 1월 1일에는 루마니아, 불가리아가 가입했다. 2013년에는 크로아티아가 28번째 회원국이 되었다. 2016년 6월 23일 영국이 탈퇴를 신청하였고, 2020년 1월 31일 탈퇴하면서 유럽 연합 역사상 처음으로 탈퇴국이 되었다.
또한 유럽은 아니지만 몇몇 유럽 연합 회원국의 속령도 유럽 연합의 일부이다.
- 스페인의 카나리아 제도, 세우타와 멜리야(북아프리카)
- 포르투갈의 아조레스 제도와 마데이라 제도(북아프리카)
- 프랑스의 과들루프(서인도 제도 - 소앤틸리스 제도), 레위니옹(동아프리카), 마요트(남아프리카), 마르티니크(서인도 제도 - 소앤틸리스 제도), 기아나(남아메리카)

## 기구

### 유럽 연합 정상회의
유럽 연합 정상회의(European Council) 또는 유럽 이사회는 유럽 연합 회원국의 국가 원수 또는 정부 장관(각료)과 유럽 연합 정상회의 상임의장, 유럽 연합 집행위원회 위원장으로 구성되고 마스트리흐트 조약(Maastricht Treaty)에 규정이 있는 기관이다. 이사회 회의에는 EU 외교·안보 정책 고위대표도 참석하며, 상임의장이 의사 진행을 한다.
입법 권한은 주어지지 않지만 유럽 연합 정상회의는 중요한 문제를 다루는 기관이며, 또한 여기서 이루어진 결정은 EU의 일반적인 정치 지침을 정하는 기본이 된다. 이사회는 반년 동안 적어도 2회 정도 회의를 가지며, 주 회의 장소는 브뤼셀의 유스투스 립시우스 빌딩이다.

### 유럽 연합 이사회
유럽 연합 이사회(Council of the European Union) 또는 EU 각료 회의는 유럽 연합의 입법·정책 결정 기관이다. 이사회 회원국들의 각료 1명씩으로 구성된 집단체로서, 회원 각국의 국익을 직접적으로 표현하고 대변하는 정부간 기구이다. 그 구성은 다루는 주제(외무, 농무, 재무 등)에 따라 달라진다. 일반 사무 이사회와 외무 이사회의 경우에는 보통 각국의 외무 장관으로 구성되고, 전문적 사항을 다룰 때에는 소관업무의 담당 장관들로 구성된다.
유럽 연합의 본부는 벨기에의 브뤼셀에 있다. 하지만 4월, 6월 및 11월에 개최되는 각료급 회담은 룩셈부르크의 수도인 룩셈부르크시에서 열린다.

### 유럽 의회
유럽 의회(European Parliament)는 유럽 연합의 입법 기관이다. 27개 유럽 연합 회원국의 시민들에 의해 5년에 한 번씩 직접선거로 선출된다. 본부는 프랑스 스트라스부르에 있다. 주요한 입법기능은 각료 이사회가 주로 행사하지만, 마스트리흐트 조약 이후로는 입법기능과 정치적 영향력이 점차 강화되고 있다.
유럽 의회는 주도적으로 입법을 할 수는 없지만 많은 정책 영역에서 수정 요구나 거부권을 행사할 수 있다. 특정 정책에 대해서 조언만 할 수 있는 경우도 있다. 유럽 의회는 또한 유럽 연합 집행위원회를 감독하며 집행 위원 임명 동의를 하며 불신임 투표를 통해 해임할 수 있다. 또한 유럽 연합의 예산 감독권을 가진다.
이전의 OSCE나 유럽 평의회, 서유럽 연합 등도 의회를 가지고 있었지만 모두 회원국의 의회에 의해 임명되었다. 하지만 유럽 의회는 1979년 이래 유일하게 시민들에 의해 직접 선출되고 있다.

#### 국가별 연합 의회 의원 수
| 회원국     | 2007년 (니스 조약) | 2009년 (니스 조약) | 2014년 (리스본 조약) | 2015년 (현재) |
| 독일       | 99                 | 99                 | 96                   | 96            |
| 프랑스     | 78                 | 72                 | 74                   | 74            |
| 이탈리아   | 78                 | 72                 | 73                   | 73            |
| 영국       | 78                 | 72                 | 73                   | 73            |
| 스페인     | 54                 | 50                 | 54                   | 54            |
| 폴란드     | 54                 | 50                 | 51                   | 51            |
| 루마니아   | 35                 | 33                 | 33                   | 32            |
| 네덜란드   | 27                 | 25                 | 26                   | 26            |
| 벨기에     | 24                 | 22                 | 22                   | 21            |
| 그리스     | 24                 | 22                 | 22                   | 21            |
| 포르투갈   | 24                 | 22                 | 22                   | 21            |
| 체코       | 24                 | 22                 | 22                   | 21            |
| 헝가리     | 24                 | 22                 | 22                   | 21            |
| 스웨덴     | 19                 | 18                 | 20                   | 20            |
| 오스트리아 | 18                 | 17                 | 19                   | 18            |
| 불가리아   | 18                 | 17                 | 18                   | 17            |
| 덴마크     | 14                 | 13                 | 13                   | 13            |
| 핀란드     | 14                 | 13                 | 13                   | 13            |
| 슬로바키아 | 14                 | 13                 | 13                   | 13            |
| 아일랜드   | 13                 | 12                 | 12                   | 11            |
| 리투아니아 | 13                 | 12                 | 12                   | 11            |
| 크로아티아 | -                  | -                  | -                    | 11            |
| 라트비아   | 9                  | 8                  | 9                    | 8             |
| 슬로베니아 | 7                  | 7                  | 8                    | 8             |
| 룩셈부르크 | 6                  | 6                  | 6                    | 6             |
| 에스토니아 | 6                  | 6                  | 6                    | 6             |
| 키프로스   | 6                  | 6                  | 6                    | 6             |
| 몰타       | 5                  | 5                  | 6                    | 6             |
| EU-28      | 785                | 736                | 751                  | 751           |

### 이외 기구
- 유럽 사법재판소(CJEU, Court of Justice of the European Union)
- 유럽 중앙은행(ECB)

## 같이 보기
- 로마 조약(이탈리아)
- 마스트리히트 조약(네덜란드)
- 니스 조약(프랑스)
- 리스본 조약(포르투갈)
- 유럽 평의회
- 유럽 헌법 조약
- 유럽 통합
- 유엔
- NATO
- 브렉시트
- 그렉시트

## 참고 문헌
- 존 핀더, 시몬 어셔우드 공저/도정윤 역 (2010년 12월 20일). 《EU 매뉴얼 : 유럽연합이란 무엇인가》. 한겨레출판. ISBN 978-89-8431-437-5.
- 강원택, 조홍식 공저 (2009년 5월 28일). 《하나의 유럽 : 유럽연합의 역사와 정책》. 푸른길. ISBN 978-89-6291-111-4.
- 이안 버지 등저/정흥모 역 (2006년 9월 25일). 《신유럽 정치입문》. 성균관대학교출판부(SKKUP). ISBN 978-89-7986-693-3.